# Газпром добыча Ямбург
ООО «Газпром добыча Ямбург» (до февраля 2008 г. «Ямбурггаздобыча») — общество с ограниченной ответственностью, стопроцентная дочерняя компания ПАО «Газпром». Работает в Ямало-Ненецком автономном округе с 1984 года.
Основной вид деятельности — добыча газа, газового конденсата, нефти, проведение геолого-разведочных работ. Предприятие является признанным лидером газодобычи, пионером во внедрении новых технологий в производство и управление, в применении вахтового метода труда. Производственные мощности позволяют извлекать более 3,5 млн тонн газового конденсата и более 140 млрд куб. м газа ежегодно.
Вклад компании в общероссийскую добычу составляет более 17%. Предприятие ведет добычу углеводородов на уникальных месторождениях — Ямбургском и Заполярном. Готовит к промышленной разработке Северо-Каменномысский, Каменномысское-море, Обский, Чугорьяхинский, Антипаютинский, Тота-Яхинский, Южно-Парусовый и Тазовско-Заполярный участки. В рамках совместного предприятия участвует в освоении Семаковского, Парусового и Северо-Парусового месторождений..

## История
В июле 1982 года издан приказ «О создании дирекции по обустройству Ямбургского газоконденсатного месторождения».
В 1984 году получены первые кубометры газа Ямбургского месторождения. В сентябре решением исполкома Тюменского областного Совета народных депутатов образован поселок Ямбург Ныдинского сельского совета Надымского района. В сентябре подписан приказ об организации производственного объединения «Ямбурггаздобыча» в составе ВПО «Тюменгазпром».
В сентябре 1986 года запущена в эксплуатацию установка комплексной подготовки газа № 2. Газ Ямбурга подан в магистральный газопровод.
С 1987 по 1996 годы запущены в эксплуатацию еще 8 установок комплексной подготовки газа.
В 2001 году запущена в эксплуатацию установка комплексной подготовки газа № 1С Заполярного месторождения. В ноябре Президент Российской Федерации Владимир Путин, совершая рабочую поездку по ЯНАО, посетил Заполярное месторождение.
В августе 2007 года на Ямбургском месторождении добыт трехтриллионный кубометр газа.
В январе 2008 года ООО «Ямбурггаздобыча» переименовано в ООО «Газпром добыча Ямбург».
В январе 2013 года Заполярное месторождение выведено на полную проектную мощность — 130 млрд м³ газа в год.
В 2014 году три работника предприятия указом Президента России получили государственных награды.

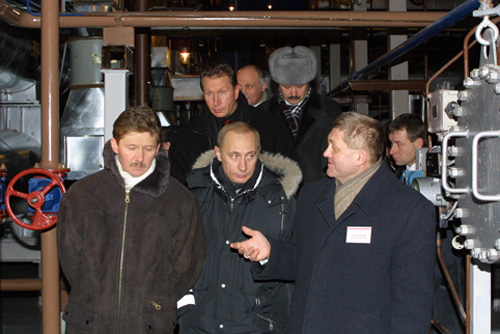
Слева направо: Алексей Миллер, Владимир Путин, Александр Ананенков

## Собственники и руководство

### Генеральные директора
- Сергей Тимофеевич Пашин (1984—1987)
- Александр Рантикович Маргулов (1987—1997)
- Александр Георгиевич Ананенков (1997—2001)
- Олег Петрович Андреев (2001—2015)
- Олег Борисович Арно (2015—2021)
- Андрей Александрович Касьяненко (2021—2024)
- Сергей Анатольевич Шалимов (с 2024 года)